# Brion Gysin

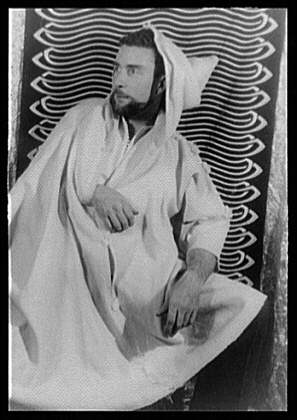
Brion Gysin (1957) – Foto von Carl Van Vechten

John Clifford Brian Gysin, später Brion Gysin (* 19. Januar 1916 in Taplow, Buckinghamshire, England; † 13. Juli 1986 in Paris), war ein amerikanischer Maler und Schriftsteller.

## Leben und Werk
Brion Gysin wurde im Ersten Weltkrieg in England als Sohn eines nach Kanada ausgewanderten Engländers und einer Kanadierin aus irisch-katholischer Familie geboren. Sein Vater fiel am 26. September 1916. Die Mutter ging mit dem Jungen zu ihrer Familie nach Kanada zurück, heiratete und zog 1921 nach Edmonton in Alberta. Brion Gysin besuchte in der protestantischen Prärieprovinz ein anglikanisches Internat und besuchte anschließend von 1932 bis 1934 die katholische Downside School, bei Bath, in England. 1934 ging Gysin zum Studium an die Sorbonne. In Paris schloss er sich den Surrealisten an.
Brion Gysin diente im Zweiten Weltkrieg zuerst in der US-Armee, dann bei den kanadischen Streitkräften. Er wurde an der Canadian Army S-20 Japanese Language School in einem Intensivkurs, der japanische Kalligrafie einschloss, zum Dolmetscher ausgebildet.
In der Armee hatte Gysin einen Urenkel des nach Kanada geflohenen Sklaven Josiah Henson getroffen, der das lebende Vorbild für Onkel Tom in Harriet Beecher Stowes Roman gewesen war. Gysin interessierte die Geschichte beider Hensons, und 1946 erschien sein Text To Master – A long Goodbye über Josiah Henson zusammen mit Eine Geschichte der Sklaverei in Kanada.
1950 reiste Gysin, eingeladen von Paul Bowles, nach Marokko und blieb dort. In Tanger gründete er gemeinsam mit dem marokkanischen Maler Mohamed Hamri das Restaurant 1001 Nights, in dem die später berühmt gewordenen Sufi-Musiker Master Musicians of Jajouka für das internationale Publikum aufspielten. Gysin lernte William S. Burroughs als Gast in seinem Restaurant kennen. Gysin interessierte sich für arabische Kalligrafie, Burroughs erklärte er später, dass Literatur passé und fünfzig Jahre hinter dem Malen zurück wäre. Burroughs ließ sich überzeugen, als Gysin nach der Pleite seines Restaurants im November 1958 nach Paris zurückgegangen war und ins Beat Hotel in der 9 rue Gît-le-Cœur zu Burroughs zog und sie eng zusammenarbeiteten. Dabei entstand die berühmte Cut-up-Collage-Technik.
1959 konnte William S. Burroughs Naked Lunch bei Olympia Press veröffentlichen, 1961/62 die Cut-up Romane The Soft Machine (mit einer japanischen Kalligraphie von Gysin auf dem Schutzumschlag) und The Ticket That Exploded. 1960 erschienen auch The Exterminator bei Auerhahn in San Francisco und Minutes to Go bei Two Cities in Paris. Minutes to Go ist eine Zusammenarbeit von Burroughs und Gysin mit Sinclair Beiles, einem südafrikanischen Schriftsteller, der in Paris bei Olympia Press arbeitete, und Gregory Corso, der dort seinen Roman The American Express veröffentlichte. Brion Gysin Let the Mice In, 1973 von Jan Herman bei Something Else Press herausgegeben, geht auf diese Zeit zurück. Gysin und Burroughs arbeiteten 1964 und 1965 an einem ehrgeizigen Projekt mit dem Titel The Third Mind, die Ende der 1970er Jahre veröffentlichten Nur-Text-Fassungen des Buches werden dem intermedialen Vorhaben nicht gerecht. Ein Drehbuch Gysins für die Verfilmung von Naked Lunch scheiterte ebenfalls.
Gysins Gedichte folgen dem Permutationsprinzip, I Am That I Am (1960), No Poets Dont Own Words, I Don’t Work You Dig, Junk Is No Good Baby (1962) werden Zeile für Zeile durch den Austausch der Worte in Gedichte verwandelt. Tonbandaufzeichnungen von Pistolenschüssen und eine kommandierende Stimme erzeugen das fluxusartige Pistol Poem, das 1960 für die Sendung The Permutated Poems of Brion Gysin der British Broadcasting Corporation produziert wurde. Steve Lacy, der Sopransaxophonist, nahm Gysin Gedichte mit seinem Sextett 1981 auf.
Eine gewisse Berühmtheit erlangte Gysins Dreamachine, eine zylindrische Flicker-Vorrichtung, die psychoaktiv wirken soll. Ian Sommerville half bei der Konstruktion. Das Prinzip wurde später u. a. von Genesis P-Orridge propagiert, ein Nachbau des Originals wurde durch das Hafler Trio vertrieben.

## Bücher
- To Master – A Long Goodnight; The Story of Uncle Tom, A Historical Narrative, darin zusätzlich A History of Slavery in Canada. Creative Age Press, New York 1946.
- Minutes to Go (with Sinclair Beiles, William S. Burroughs, Gregory Corso). Two Cities Editions, Paris 1960. Gysins Beiträge: First Cut-Ups, Minutes to Go, Cut Me Up, Brion Gysin, Cut Me Up, Brion Gysin, Cut Me Up, Brion Gysin, Cut Me In
- The Exterminator (with William S. Burroughs). Auerhahn Press, San Francisco 1960.
- The Process. Doubleday, New York 1969.
- Jan Herman (Hrsg.): Let The Mice In. By Brion Gysin; With Texts by William Burroughs & Ian Sommerville. Something Else Press, West Glover VT 1973.
- The Third Mind (with William S. Burroughs). Viking, New York 1978
- Beat Museum – Bardo Hotel Chapter 2. Inkblot Publications, Oakland 1982.
- Here To Go: Planet R 101 (Interviews with Terry Wilson). RE/Search, San Francisco 1972; Quartet Books, London 1985; Creation Books 2003 (new edition).
- Stories. Inkblot Publications, Oakland 1984.
- The Last Museum. Grove Press, New York 1986.
- Who Runs May Read (Inkblot/Xochi, Oakland/Brisbane 2000)
- Jason Weiss (Hrsg.): Back in No Time: The Brion Gysin Reader. Wesleyan University Press, 2001.

## Diskografie
- Self-Portrait Jumping mit Ramuntcho Matta, Don Cherry, Steve Lacy, Lizzy Mercier Descloux u. v. a. (Made To Measure/Crammed Discs, Brüssel 1993)

## Film
- The Cut Ups, Experimentalfilm, UK 1966, Regie: Antony Balch
- FLicKeR, Dokumentarfilm, Kanada 2008, Regie: Nik Sheehan (online)